# 冷凍機

冷凍機の原理「ヒートポンプ」
赤が高温側、青が低温側を表す。
1:凝縮器、2:膨張弁、3:蒸発器、4:圧縮機

冷凍機（れいとうき）は、温度を氷点下まで下げるため、ヒートポンプの原理で熱を移動させる熱源設備（熱源機械）である。

## 種類
| 種類                        | 燃料 | 動力 | 排熱 | 点検 | COP       | 特徴                       | 冷媒                                       |
| --------------------------- | ---- | ---- | ---- | ---- | --------- | -------------------------- | ------------------------------------------ |
| 蒸気圧縮冷凍機              | 無   | 中   | 少   | 省   | 4.0 - 6.5 | イニシャルコストが低い     | アンモニア・炭化水素・二酸化炭素・フロン類 |
| 水-臭化リチウム吸収式冷凍機 | 多   | 少   | 多   | 煩雑 | 0.7 - 1.5 | 本体の運転に免許が不要     | 臭化リチウム水溶液                         |
| アンモニア吸収冷凍機        | 多   | 少   | 多   | 煩雑 | 0.7 - 1.5 | ブラインによる冷凍が可能   | アンモニア                                 |
| 吸着冷凍                    | 無   | 少   | 多   | 省   | 0.5 - 0.7 | より低温の排熱の利用が可能 | ゼオライト・シリカゲル                     |

## スターリング冷凍機

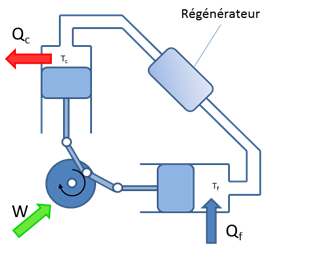

スターリングサイクルを利用した冷凍機である。スターリングエンジンを駆動するには、エンジンに温度差を与えることが必要になるが、裏を返せば、熱機関とヒートポンプの関係のように、スターリングエンジンと同様の構造を持った機械を、電気モータなどのエンジン本体とは別のエネルギー源によってエンジンを駆動すれば、エンジンは温度差をもつので、低温側を冷却器として使える。これがスターリング冷凍機（Stirling refrigerator、あるいはStirling cooler）である。
スターリング冷却器の冷却原理は蒸発熱を利用しないので、冷媒の沸点にあまり依存せず、他の方式よりも低温に冷やすことができる。実用例として、超伝導物質や赤外線受光素子などの冷却の際に、極低温の用途での冷却の際に、断熱消磁などによる冷却の前段階の冷却として使用される。
なお、冷凍機には作動ガスが冷凍機内部に必要である。常温程度の冷却なら作動ガスは空気でも構わないが、超電導実験のような極低温を得るための作動ガスには、ヘリウムを用いることが多い。

## ギフォード・マクマホン冷凍機
ギフォード・マクマホン冷凍機（Gifford-McMahon cooler）。一般的には略称のGM冷凍機で知られる。エアコン用圧縮機を開発したギフォード氏とマクマホン氏に由来する。蓄冷材が内部で往復することで、ヘリウムなどの冷媒ガスから断熱膨張により冷熱を得る仕組みである。スターリング冷却器の構造に加えて、さらにディスプレーサに連動したロータリーバルブを持ち、このバルブにより管路の切り替えを周回的に行うことで冷却効率を上げている。この原理の類例を挙げれば、喩えが熱機関になるが、ガソリンエンジンでカムバルブを制御することで効率を上げていることと、ほぼ同様の原理である。住友重機械工業株式会社が世界的に高いシェアを誇る。
文献によっては、ギフォード・マクマホン冷凍機を、スターリング冷凍機と区別しない場合や、スターリングエンジンの一種とする場合もある。
実用例として、MRIやNMRの超伝導コイルの冷却や半導体製造装置の真空排気用クライオポンプの冷却装置などに応用されている。。

## パルス管冷凍機

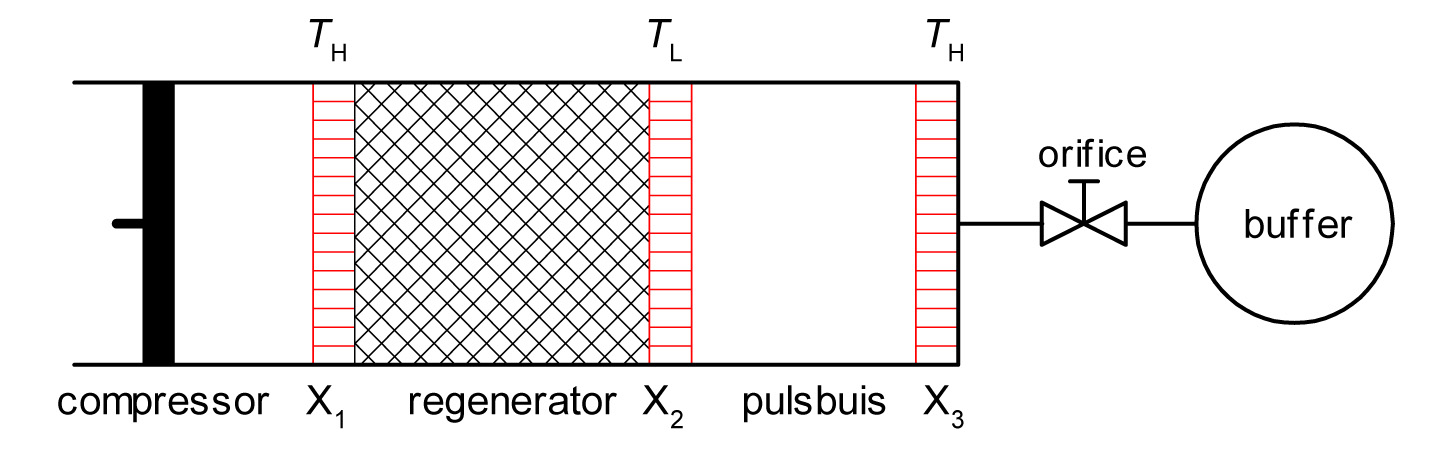
スターリング型単オリフィスPTRの模式図。
左から右へ：圧縮機、熱交換器（X 1）、再生器、熱交換器（X 2）、チューブ（しばしば"パルス管"と呼ばれる）、熱交換器（X 3）、流動抵抗（オリフィス）、およびバッファボリューム。冷却された低温側がT L。高温側はT H。

スターリング冷凍機やギフォード·マクマホン冷凍機は可動部としてディスプレーサをもつが、パルス管冷凍機（パルスかんれいとうき、Pulse tube refrigerator）は低温部に可動部品を持たないので、摩擦熱による性能低下の影響を、スターリングエンジンよりも減らせると考えられている。
実用例として、半導体製造装置の冷却器や量子コンピュータに使用される希釈冷凍機の予冷機
などに利用されている。

## ケミカルヒートポンプ
化学物質の可逆的反応を利用する。